# Derk Abel Beckeringh
Derk Abel Beckeringh, né le 23 septembre 1992 à Amsterdam, est un coureur cycliste néerlandais.

## Biographie
En 2014, Derk Abel Beckeringh se distingue pour sa dernière saison chez les espoirs en France et en Belgique. Vainqueur d'étape et sixième du Tour de Franche-Comté, il termine également deuxième du Tour du Beaujolais, troisième du Grand Prix Gilbert-Bousquet, cinquième du Tour de Liège et dixième de Liège-Bastogne-Liège espoirs. Remarqué par ces bonnes prestations, il se voit offrir une place de stagiaire au sein de l'équipe Rabobank Development, à partir du mois d'août.
En 2016, il rejoint l'équipe continentale néerlandaise Parkhotel Valkenburg. Au mois de mai, il remporte sa première victoire professionnelle sur la troisième étape du Tour d'Iran - Azerbaïdjan, devant ses deux compagnons d'échappée Edwin Ávila et Oleg Zemlyakov. Durant l'été, il se classe quatrième du Sibiu Cycling Tour.
En fin d'année 2018, il prend la quatrième place du Tour d'Okinawa, en Japon. 

## Palmarès
- 2010
  - Classement général du Tour de Münster juniors
  - 3e étape de Liège-La Gleize
  - 2e de Remouchamps-Ferrières-Remouchamps
  - 3e du Rothaus Regio-Tour
- 2012
  - 3e de l'Arden Challenge
- 2014
  - Ronde van Lieshout
  - 2e étape du Tour de Franche-Comté[3]
  - 2e du Tour du Beaujolais
  - 3e du Grand Prix Gilbert-Bousquet
- 2015
  - 3e de Romsée-Stavelot-Romsée
- 2016
  - 3e étape du Tour d'Iran - Azerbaïdjan

## Classements mondiaux
| Année           | 2016 |
| --------------- | ---- |
| UCI Europe Tour | 594e |
| UCI Asia Tour   | 300e |